# Karl Meiler
Karl Meiler (Erlangen, 30 aprile 1949 – Augusta, 17 aprile 2014) è stato un tennista tedesco.
È scomparso nel 2014 all'età di 64 anni, a seguito di una ferita alla testa che aveva subito nel novembre 2013.

## Carriera
Ottenne il suo best ranking in singolare il 23 agosto 1973 con la 20ª posizione, mentre nel doppio divenne il 3 agosto 1973, il 25º del ranking ATP.
In carriera, in singolare, vinse quattro tornei del circuito ATP, su diciotto finali disputate. Il primo torneo vinto fu l'ATP Buenos Aires nel 1972, nel quale superò in finale l'argentino Guillermo Vilas con il risultato di 6-7, 2-6, 6-4, 6-4, 6-4. Il miglior risultato ottenuto nei tornei del grande slam è la semifinale raggiunta nell'Australian Open 1973; in quell'occasione superò al primo turno la testa di serie numero uno, l'australiano Ken Rosewall e venne successivamente sconfitto in semifinale dal neozelandese Onny Parun, con il punteggio di 6-2, 3-6, 5-7.
I successi ottenuti in doppio furono ben maggiori; in questa specialità, infatti, vinse diciassette tornei del circuito ATP su ventiquattro finali disputate. Il successo di maggior prestigio è il Masters Doubles WCT del 1976 in coppia con il polacco Wojciech Fibak; superarono in finale gli statunitensi Robert Lutz e Ramsey Smith con il risultato di 6–2, 2–6, 3–6, 6–3, 6–4.
Fece parte della squadra tedesca di Coppa Davis dal 1968 al 1980 con un bilancio complessivo di dodici vittorie e dieci sconfitte.

## Statistiche

### Tornei ATP

#### Singolare

##### Vittorie (4)
| Legenda singolare                                    |
| Grande Slam (0)                                      |
| ATP World Tour Finals (0)                            |
| ATP Super 9 / ATP Masters Series (0)                 |
| ATP Championship Series / ATP International Gold (0) |
| ATP World Series / ATP International Series (4)      |

| Numero | Data             | Torneo                           | Superficie  | Avversario in finale | Punteggio               |
| 1.     | 1º dicembre 1972 | ATP Buenos Aires, Buenos Aires   | Terra rossa | Guillermo Vilas      | 6-7, 2-6, 6-4, 6-4, 6-4 |
| 2.     | 27 gennaio 1974  | Omaha Open, Buenos Aires         | Cemento (i) | Jimmy Connors        | 6-3, 1-6, 6-1           |
| 3.     | 17 marzo 1974    | Calgary Indoor, Calgary          | Cemento (i) | Byron Bertram        | 6-4, 3-6, 6-3           |
| 4.     | 14 novembre 1977 | Philippine International, Manila | Cemento     | Manuel Orantes       | Walkover                |

##### Sconfitte in finale (14)
| Legenda singolare                                    |
| Grande Slam (0)                                      |
| ATP World Tour Finals (0)                            |
| ATP Super 9 / ATP Masters Series (0)                 |
| ATP Championship Series / ATP International Gold (0) |
| ATP World Series / ATP International Series (14)     |

| Numero | Data             | Torneo                                        | Superficie    | Avversario in finale | Punteggio                     |
| 1.     | 18 febbraio 1973 | U.S. Indoor National Championships, Salisbury | Cemento (i)   | Jimmy Connors        | 2-6, 6-4, 6(0)–7, 7–6(2), 3-6 |
| 2.     | 2 giugno 1973    | Berlin Open, Berlino                          | Cemento       | Hans-Jürgen Pohmann  | 3-6, 6-3, 3-6, 3-6            |
| 3.     | 11 giugno 1973   | ATP German Open, Amburgo                      | Terra rossa   | Eddie Dibbs          | 1-6, 6-3, 6-7, 3-6            |
| 4.     | 20 gennaio 1974  | Roanoke International Tennis, Roanoke         | Cemento (i)   | Jimmy Connors        | 4-6, 3-6                      |
| 5.     | 10 febbraio 1974 | Little Rock Open, Little Rock                 | Sintetico (i) | Jimmy Connors        | 2-6, 1-6                      |
| 6.     | 24 marzo 1974    | Tennis South Invitational, Jackson            | Sintetico (i) | Sandy Mayer          | 6-7, 5-7                      |
| 7.     | 7 aprile 1974    | Equity Tournament, Washington                 | Cemento       | Vijay Amritraj       | 4-6, 3-6                      |
| 8.     | 17 novembre 1974 | Oslo Open, Oslo                               | Cemento (i)   | Jeff Borowiak        | 3-6, 2-6                      |
| 9.     | 18 gennaio 1975  | Bahamas International, Nassau                 | Cemento       | Jimmy Connors        | 0-6, 2-6                      |
| 10.    | 7 maggio 1975    | BMW Open, Monaco di Baviera                   | Terra rossa   | Guillermo Vilas      | 6-2, 0-6, 2-6, 3-6            |
| 11.    | 7 luglio 1975    | Swiss Open Gstaad, Gstaad                     | Terra rossa   | Ken Rosewall         | 4-6, 4-6, 3-6                 |
| 12.    | 4 maggio 1976    | BMW Open, Monaco di Baviera                   | Terra rossa   | Manuel Orantes       | 1-6, 4-6, 1-6                 |
| 13.    | 6 giugno 1977    | Brussels Outdoor, Bruxelles                   | Terra rossa   | Harold Solomon       | 5-7, 6-3, 6-2, 3-6, 4-6       |
| 14.    | 14 maggio 1979   | ATP Firenze, Firenze                          | Terra rossa   | Raúl Ramírez         | 6-3, 1-6, 4-6, 1-6            |

#### Doppio

##### Vittorie (17)
| Legenda singolare                                    |
| Grande Slam (0)                                      |
| ATP World Tour Finals (1)                            |
| ATP Super 9 / ATP Masters Series (0)                 |
| ATP Championship Series / ATP International Gold (0) |
| ATP World Series / ATP International Series (16)     |

| Numero | Data             | Torneo                            | Superficie    | Compagno          | Avversari in finale            | Punteggio               |
| 1.     | 27 gennaio 1974  | Omaha Open, Omaha                 | Cemento (i)   | Jürgen Fassbender | Owen Davidson Clark Graebner   | 6-2, 6-4                |
| 2.     | 3 febbraio 1974  | Baltimore Open, Baltimora         | Sintetico (i) | Jürgen Fassbender | Owen Davidson Clark Graebner   | 7-6, 7-5                |
| 3.     | 10 febbraio 1974 | Little Rock Open, Little Rock     | Sintetico (i) | Jürgen Fassbender | Vitas Gerulaitis Bob Hewitt    | 6-4, 2-6, 6-2           |
| 4.     | 17 marzo 1974    | Calgary Indoor, Calgary           | Cemento (i)   | Jürgen Fassbender | Iván Molina Jairo Velasco, Sr. | 6-4, 6-4                |
| 5.     | 27 marzo 1974    | Tempe Indoor, Tempe               | Cemento       | Jürgen Fassbender | Ian Fletcher Kim Warwick       | 4-6, 6-4, 7-5           |
| 6.     | 17 novembre 1974 | Oslo Open, Oslo                   | Cemento (i)   | Haroon Rahim      | Jeff Borowiak Vitas Gerulaitis | 6-3, 6-2                |
| 7.     | 20 gennaio 1975  | ATP Birmingham, Birmingham        | Sintetico (i) | Jürgen Fassbender | Colin Dowdeswell John Yuill    | 4-6, 6-3, 7-6           |
| 8.     | 27 ottobre 1975  | Paris Open, Parigi                | Cemento (i)   | Wojciech Fibak    | Ilie Năstase Tom Okker         | 6-3, 9-8                |
| 9.     | 15 novembre 1975 | Dewar Cup, Londra                 | Sintetico (i) | Wojciech Fibak    | Jimmy Connors Ilie Năstase     | 6-1, 7-5                |
| 10.    | 8 marzo 1976     | Nuremberg Open, Norimberga        | Sintetico (i) | Frew McMillan     | Colin Dowdeswell Paul Kronk    | 7-6, 6-4                |
| 11.    | 13 aprile 1976   | Monte Carlo Open, Monte Carlo     | Terra rossa   | Wojciech Fibak    | Björn Borg Guillermo Vilas     | 7-6, 6-1                |
| 12.    | 28 aprile 1976   | Masters Doubles WCT, Kansas City  | Sintetico (i) | Wojciech Fibak    | Robert Lutz Ramsey Smith       | 6–2, 2–6, 3–6, 6–3, 6–4 |
| 13.    | 22 maggio 1976   | Düsseldorf Grand Prix, Düsseldorf | Terra rossa   | Wojciech Fibak    | Bob Carmichael Raymond Moore   | 6–4, 4–6, 6–4           |
| 14.    | 9 maggio 1977    | ATP German Open, Amburgo          | Terra rossa   | Bob Hewitt        | Phil Dent Kim Warwick          | 3-6, 6-3, 6-4, 6-4      |
| 15.    | 16 maggio 1977   | Düsseldorf Grand Prix, Düsseldorf | Terra rossa   | Jürgen Fassbender | Paul Kronk Cliff Letcher       | 6–3, 6–3                |
| 16.    | 3 luglio 1977    | Swiss Open Gstaad, Gstaad         | Terra rossa   | Jürgen Fassbender | Colin Dowdeswell Bob Hewitt    | 6–4, 7–6                |
| 17.    | 19 marzo 1979    | Lorraine Open, Nancy              | Cemento (i)   | Klaus Eberhard    | Robin Drysdale Andrew Jarrett  | 4–6, 7–6, 6–3           |

##### Sconfitte in finale (7)
| Legenda singolare                                    |
| Grande Slam (0)                                      |
| ATP World Tour Finals (0)                            |
| ATP Super 9 / ATP Masters Series (0)                 |
| ATP Championship Series / ATP International Gold (0) |
| ATP World Series / ATP International Series (7)      |

| Numero | Data            | Torneo                             | Superficie    | Compagno          | Avversari in finale                 | Punteggio     |
| 1.     | 24 giugno 1972  | Queen's Club Championships, Londra | Erba          | Jürgen Fassbender | Jim McManus Jim Osborne             | 6-3, 3-6, 5-7 |
| 2.     | 11 marzo 1975   | Hampton Grand Prix, Hampton        | Sintetico (i) | Jan Písecký       | Ian Crookenden Ian Fletcher         | 2-6, 7-6, 4-6 |
| 3.     | 7 maggio 1975   | BMW Open, Monaco di Baviera        | Terra rossa   | Milan Holeček     | Wojciech Fibak Jan Kodeš            | 5-7, 3-6      |
| 4.     | 13 ottobre 1975 | Torneo Godó, Barcellona            | Terra rossa   | Wojciech Fibak    | Björn Borg Guillermo Vilas          | 6-3, 4-6, 3-6 |
| 5.     | 14 gennaio 1976 | Atlanta Open, Atlanta              | Sintetico (i) | Wojciech Fibak    | John Alexander Phil Dent            | 3-6, 4-6      |
| 6.     | 2 febbraio 1976 | Barcelona WCT, Barcellona          | Terra rossa   | Wojciech Fibak    | Robert Lutz Ramsey Smith            | 3-6, 3-6      |
| 7.     | 5 aprile 1976   | ATP Nizza, Nizza                   | Terra rossa   | Wojciech Fibak    | Patrice Dominguez François Jauffret | 4-6, 6-3, 3-6 |

### Tornei minori

#### Singolare

##### Vittorie (1)
| Legenda tornei minori |
| Challenger (1)        |
| Futures (0)           |

| Numero | Data           | Torneo                         | Superficie  | Avversario in finale | Punteggio     |
| 1.     | 26 luglio 1982 | Neu Ulm Challenger, Nuova Ulma | Terra rossa | Scott Lipton         | 2-6, 7-6, 6-1 |

#### Doppio

##### Vittorie (1)
| Legenda tornei minori |
| Challenger (1)        |
| Futures (0)           |

| Numero | Data           | Torneo                         | Superficie  | Compagno          | Avversari in finale            | Punteggio |
| 1.     | 26 luglio 1982 | Neu Ulm Challenger, Nuova Ulma | Terra rossa | Jaroslav Navrátil | Dušan Kulhaj John Van Nostrand | 6-3, 6-3  |